# 广东茂名滨海新区
广东茂名滨海新区（英语：Guangdong Maoming Binhai New Area）是中华人民共和国广东省茂名市南部的一个副厅级行政管理区，2012年4月26日正式挂牌成立，包括茂名市茂南区、电白区的17个建制镇、5个街道办事处和茂名高新技术产业开发区，全区划分“五大发展平台”，将发展为世界级石化产业基地、先进制造业及新兴产业基地、区域性航运物流中心、滨海旅游胜地。

## 历史
2011年3月，中共中央政治局委员、时任广东省委书记汪洋视察茂名，要求学习天津滨海新区的发展模式，提出建立广东茂名滨海新区的构想。同年，茂名市成立广东茂名滨海新区筹备小组，全面开展筹建工作。
2011年9月，广东省人民政府正式同意筹建广东茂名滨海新区。茂名市政府下发《关于茂名高新技术产业开发区管理体制调整的决定》，成立茂名高新技术产业开发区管理委员会，赋予财权等综合手段，部分行使市一级管理权限。
2012年4月26日，广东茂名滨海新区正式挂牌成立。
2013年4月3日，茂名市政府对茂名滨海新区的体制进行调整，将博贺湾海洋经济综合试验区、水东湾新城、茂名高新技术产业开发区确定为三大发展平台。将电白区电城镇、博贺镇确定为滨海新区重点起步区域，以此设立广东茂名博贺湾海洋经济综合试验区，同时设立广东茂名博贺湾海洋经济综合试验区管理委员会，与广东茂名滨海新区管委会实行“两块牌子、一套人马”的管理体制。4月26日滨海新区起步区正式运作。
2013年7月5日，水东湾新城管委会揭牌成立，自此滨海新区“三大平台”全面启动运作。
2018年2月28日，茂名高新技术产业开发区升级为国家高新技术产业开发区。

## 行政区划
茂名滨海新区规划范围包括茂南区鳌头镇、袂花镇、镇盛镇、公馆镇、金塘镇、新坡镇等6个镇及河西、红旗、新华、露天矿等4个街道办，以及电白区水东镇、电城镇、林头镇、旦场镇、博贺镇、麻岗镇、树仔镇、岭门镇、马踏镇、七迳镇、坡心镇、小良镇、沙院镇等13个镇，及南海、高地2个街道办，分为三大平台作主力发展。

### 博贺湾新城
又名博贺湾海洋经济综合试验区，包括电白区电城镇、博贺镇，面积约208.6平方公里，作为茂名滨海新区起步区，由茂名滨海新区管委会管理。

### 水东湾新城
包括电白区南海街道、高地街道和沙院镇（部分）、水东街道、陈村街道和旦场镇（部分），面积约168平方公里（其中水域面积25平方公里），由水东湾新城管委会管理。

### 茂名高新区
全称为茂名高新技术产业开发区，由茂名高新区管委会管理，前身为始建于2003年的广东省茂名石化工业区，规划面积为9.81平方公里，2011年，与电白区七迳镇实行“园镇互动、区镇合一”管理体制，管辖面积102平方千米，含七迳镇全境及露天矿生态公园。2018年起实施“一区多园”管理模式，将茂南产业转移工业园、电白产业转移工业园、茂名博贺新港产业集聚区纳入茂名高新区范围。2019年1月29日、2月18日、2月27日，茂名国家高新区电白科技园、滨海科技园、茂南科技园先后揭牌成立。2019年10月，在茂名滨海新区起步区新增茂名国家高新区绿色化工和氢能产业园。
茂名濱海新區規劃面積1688平方公里，有250多萬人口，19個鎮、6個街道辦。新區圍繞着“一帶一軸兩城四港五區”的空間發展格局”展開戰略佈局。